# La Rose de sable (Montherlant)
Pour les articles homonymes, voir Rose des sables (homonymie).
La Rose de sable est un roman d'Henry de Montherlant qui, après plusieurs éditions successives, est paru de manière définitive en 1968.

## Historique
Le roman est écrit entre août 1930 et février 1932, pour l'essentiel à Alger. Montherlant explique ainsi l'origine de son œuvre dans son avant-propos daté de 1968 : « Ce fut, en 1930, l'Exposition coloniale de Paris qui, par contrecoup, me décida à écrire un roman dont un des personnages incarnerait la lutte entre le colonialisme le plus traditionnel et l'anticolonialisme. »
Une première version de l’œuvre, intitulée Mission providentielle, avait déjà été éditée en 1938,  sous le pseudonyme de François Lazerge, en édition hors-commerce de soixante-cinq exemplaires, réservée aux amis de l'auteur. En réalité, Montherlant, qui avait écrit un roman critiquant la colonisation française au Maghreb, avait craint la violente polémique que ne manquerait pas de susciter son livre et avait donc refusé de le publier dans son intégralité. En 1954 paraît une nouvelle édition, L'Histoire d'amour de La Rose de sable, qui reprend à peine la moitié de la version intégrale. En mai 1956 parait un nouvel extrait entièrement inédit en librairie sous le titre "Les Auligny", imprimé par l'éditeur Amiot- Dumont à Paris.
C'est seulement trente ans plus tard, en 1968, la décolonisation désormais achevée, et les polémiques devenues plus lointaines, que Montherlant se décide à faire publier la version intégrale de son roman : « J'ai toujours dit et écrit que La Rose de sable serait publiée le jour où elle ne serait plus qu'un document historique. Après trente-cinq ans, ce jour me paraît venu. »
Mais cette version qui se veut définitive est elle-même également incomplète puisque certains passages du premier état du texte ont disparu. L'auteur l'explique dans son Avant-propos : « La dactylographie des passages supprimés a été conservée par moi. Mais je ne suis pas un littérateur à secrétariat. Je ne sais ce que sont devenues ces pages dactylographiées, et ne les ai même pas recherchées. On les trouvera après ma mort, ou on ne les trouvera pas et, si on les trouve, on en fera ce qu'on voudra. »
Il faudra attendre la publication critique dans la Bibliothèque de la Pléiade en 1982 (dix ans après la mort de l'auteur) pour avoir enfin l'édition intégrale du texte avec les variantes des rédactions successives.

## Résumé
Henry de Montherlant présente ainsi son roman :

« Le lieutenant Auligny est un jeune officier d'une intelligence moyenne, élevé dans des idées excellentes mais étroites. L'an 1931, en garnison en France, sa mère, fille de général, le fait affecter au Maroc, pour qu'il y gagne du galon ou la croix. Auligny s'intéresse peu d'abord à la chose nord-africaine. Mais il se lie avec une jeune Bédouine, dont peu à peu il s'éprend, et alors tout change.
Ce garçon sans envergure est un homme très droit, très juste, très, trop sensible. Auligny amoureux se met à “penser” la question coloniale, ou plutôt à la sentir : à la sentir à travers celle qu'il aime. Plus il la sent, plus il lui apparaît que les indigènes ont raison en défendant leur sol. Le jour où on annonce qui peut lui valoir la croix, il se fait porter malade : il ne veut pas se battre contre les Arabes... »

## Analyse
La Rose de sable propose, à travers l'itinéraire moral et sentimental du lieutenant Auligny, une vision critique de la colonisation française, de son système d'exploitation et de son mépris des peuples soumis. La prise de conscience progressive du lieutenant amène à un retournement des valeurs. Dans le même temps, il n'y a pas chez Montherlant d'idéalisation de la population arabe. À l'exploitation et au sentiment de supériorité des colons, répondent l'hypocrisie et une certaine veulerie des indigènes. À l'image de Ram, la très jeune fille bédouine (13/14 ans) « impubère ou pubère depuis peu », dont est amoureux Auligny qui la déflorera et en fera sa maîtresse. Elle est en effet poussée dans les bras du lieutenant par sa famille pour s'attirer ses faveurs, mais n'éprouve aucun sentiment pour lui. C'est pour cette raison qu'Auligny l'appelle sa « Rose de sable » « parce que, à l'image des roses de sable, elle était en surface toute grâce florale, et en réalité froide et inerte comme les pierres ». Elle se séparera de lui avec une indifférence cruelle. De l'ensemble de l’œuvre ressort finalement une critique généralisée des deux partis.
L'intérêt du roman réside en grande partie dans la figure du lieutenant d'Auligny, dont la générosité et la sensibilité contrastent avec le monde où il se trouve. En peintre cruel, Montherlant illustre avec acuité la part d'illusion, et parfois de ridicule, qu'il y a dans son évolution. À cette figure noble et naïve s'oppose celle de Pierre de Guiscart, artiste-peintre célèbre, hédoniste et lucide, qui ne croit ni en la grandeur des colons ni en celle des indigènes et qui considère avant tout le Maroc comme une terre de plaisirs faciles.